# Paul Karasik
Paul Karasik (Washington D. C., 1956) es un profesor y dibujante de cómics estadounidense.

## Biografía
Formado en la School of Visual Arts junto a tres de los artistas de cómic más destacados: Will Eisner, Harvey Kurtzman y Art Spiegelman, entre sus trabajos como dibujante sobresale la adaptación gráfica, junto a David Mazzucchelli, de la novela de Paul Auster Ciudad de cristal (1994), que forma parte de la lista de los cien mejores cómics del siglo XX elaborada por la publicación The Comics Journal. Ha trabajado como editor asociado de la revista Art Spiegelman's raw Magazine y como ilustrador de The New York Times, The New Yorker y Nickelodean Magazine. En el libro de Karasik The Ride Together: A Memoir of Autism in the Family (2004, en español publicado como El viaje juntos), escrito junto con su hermana, Judy Karasik, empleó el formato de capítulos alternados en prosa y cómic para contar la historia familiar —padres, su hermano Michael, los autores Paul y Judy y el afectado— de crecer con un hermano mayor con autismo, David. The Ride Together fue galardonada como la Mejor Obra Literaria del Año por la Autism Society of America.
Como profesor ha impartido clases en The Rhode Island School of Design y la Scuola Internazionale di Comics en Florencia.